# Martín Calvo Calvo
Martín Calvo Calvo va ser un militar espanyol que va lluitar en la Guerra civil espanyola a favor de la República. Al llarg de la contesa va arribar a manar diverses unitats, com les divisions 21a o 54a, i el VII Cos d'Exèrcit.

## Biografia
Al juliol de 1936 era capità destinat en el batalló de metralladores núm. 3 de Castelló.
Encara que no hi ha dades, possiblement va estar al front d'Andalusia en els primers mesos de la guerra. El 30 de juny de 1937 va substituir al tinent coronel Antonio Gómez de Salazar, que havia estat ferit, en la 21a Divisió. Aquesta divisió cobreix el front de Jaén-Granada i que tenia el seu lloc de comandament en Jaén; per aquestes dates és ja comandant.

### En els fronts d'Aragó i Llevant
El 7 de febrer de 1938 va deixar el comandament de la 21a Divisió al tinent coronel Cuerda Jiménez i se li atorga el comandament de l'anomenada divisió «Andalusia», unitat formada per tropes de reserva de l'Exèrcit d'Andalusia que després d'un curt període d'instrucció marxa al front d'Aragó, posicionant-se al voltant d'Albocàsser a mitjan març. Aviat entrarà amb la seva unitat en combat, participant en la campanya d'Aragó (març-abril de 1938) i en la Campanya del Maestrat (abril-juny de 1938) al voltant de Morella. Serà ascendit per aquestes dates a tinent coronel. A la fi d'abril de 1938 deixa la Divisió Andalusa a José Costell i es fa càrrec de l'acabada de formar 54a Divisió,també unitat de reserva de l'Exèrcit d'Andalusia, amb la qual va lluitar fins a l'11 d'agost de 1938, en què és substituït per Francisco Fervenza, en el front del Maestrat.
Al comandament d'aquesta divisió, pertanyent al Cos d'exèrcit «B», va participar activament en la batalla de Llevant, més concretament en la defensa de Viver, on entre els dies 19 i 24 de juliol de 1938, es van produir combats acarnissats que van aconseguir detenir l'avanç de les tropes italianes del CTV del general Mario Berti, en la denominada línia XYZ. Això va suposar el final de l'ofensiva sobre València, ja que immediatament es va iniciar la Batalla de l'Ebre, que va suposar un canvi en el teatre d'operacions.

### Front d'Extremadura
El 15 d'agost de 1938 substitueix a Francisco Gómez Palacios en el comandament del VII Cos d'Exèrcit (pertanyent a l'Exèrcit d'Extremadura), on romandrà fins a la fi de la guerra al març de 1939.

## Família
Era germà de Juan Calvo Calvo, un altre militar republicà.